# Mike Conley Jr.
Michael Alex "Mike" Conley, Jr. (Fayetteville, 11 de outubro de 1987) é um norte-americano jogador de basquete profissional que atualmente joga no Minnesota Timberwolves da National Basketball Association (NBA).
Ele jogou basquete universitário na Universidade Estadual de Ohio e foi selecionado pelo Memphis Grizzlies como a quarta escolha geral no draft da NBA de 2007. Conley passou 12 temporadas na equipe e se tornou o maior cestinha da história da franquia antes de ser negociado para o Utah Jazz em 2019, depois negociado novamente para o Timberwolves em 2023.
Seu pai, Mike Conley, foi medalhista olímpico de ouro e prata no atletismo.

## Carreira universitária
Em seu primeiro ano em Ohio State, Conley teve média de 11,3 pontos e liderou a Big Ten Conference em assistências com média de 6,1. Conley, junto com o colega Greg Oden, levaram a equipe ao título da Big Ten e ao vice-campeonato no Torneio da NCAA.
Terminando a temporada com um total de 441 pontos e 238 assistências, Conley foi nomeado para a Primeira-Equipe da Big Ten.
Após sua temporada de calouro, Conley anunciou sua intenção de entrar no draft da NBA de 2007 junto com Oden. Ele inicialmente não assinou com um agente para preservar sua elegibilidade para se retirar do draft, mas acabou assinando com seu pai várias semanas antes do draft.

## Carreira profissional

### Memphis Grizzlies (2007–2019)

#### 2007–2010: Primeiros anos
Conley foi selecionado pelo Memphis Grizzlies como a quarta escolha geral no draft da NBA de 2007.
Conley teve suas primeiras aparições importantes em janeiro de 2008. Nos primeiros cinco jogos da carreira, ele marcou 5, 10, 11, 11 e 15 pontos, respectivamente. Ele marcou 20 pontos, o recorde da temporada, na derrota por 134-124 para o Cleveland Cavaliers. Conley terminou seu ano de estreia com médias de 9,4 pontos e 4,2 assistências.
Conley começou seu segundo ano competindo com Kyle Lowry por minutos. Em 25 de janeiro de 2009, os Grizzlies contrataram Lionel Hollins como o técnico principal. Em 19 de fevereiro de 2009, Lowry foi negociado com o Houston Rockets, o que colocou Conley como titular. Nessa temporada, ele teve médias de 10,8 pontos e 4,3 assistências.
Conley consolidou seu papel como titular em 2009. Em 31 de março de 2010, ele registrou 25 pontos durante uma derrota por 102-106 para o Dallas Mavericks. Nessa temporada, ele teve médias de 12,0 pontos e 5,3 assistências.

#### 2010–2014: Equipe defensiva e finais da conferência

Conley passando por Chris Paul em um jogo em novembro de 2013

Em 30 de novembro de 2010, Conley marcou 28 pontos, o recorde da temporada, na vitória por 98-96 sobre o Los Angeles Lakers. Nessa temporada, ele teve médias de 13,7 e 6,5 assistências e ajudou os Grizzlies a chegar aos playoffs pela primeira vez em cinco anos. Entrando com a oitava melhor campanha na Conferência Oeste, eles enfrentaram o San Antonio Spurs na primeira rodada. Conley e os Grizzlies derrotaram os Spurs em seis jogos e fizeram história na NBA como apenas o segundo oitavo colocado a derrotar o primeiro em uma série de sete jogos. Eles então perderam para o Oklahoma City Thunder nas semifinais após sete jogos.
Na temporada encurtada, Conley jogou 62 dos 66 jogos dos Grizzlies e teve médias de 12,7 pontos e 6,5 assistências. Conley e os Grizzlies chegariam aos playoffs, mas caíram na primeira rodada para o Los Angeles Clippers em sete jogos.
Na temporada de 2012–13, Conley teve médias de 14,6 pontos, 6,1 assistências e 2,8 rebotes, enquanto os Grizzlies chegavam aos playoffs mais uma vez. Eles eliminaram o Los Angeles Clippers e o Oklahoma City Thunder para chegar às finais da Conferência Oeste pela primeira vez na história da franquia. No entanto, eles perderam para o San Antonio Spurs em quatro jogos. Foi nesta temporada que Conley foi nomeado para a Segunda-Equipe Defensiva da NBA pela primeira vez.
Na temporada de 2013–14, Conley teve médias de 17,2 pontos, 6,0 assistências e 2,9 rebotes, o recorde de sua carreira, enquanto os Grizzles chegavam aos playoffs pela quarta temporada consecutiva. Eles foram então eliminados na primeira rodada pelo Oklahoma City Thunder em uma série de sete jogos. Conley recebeu o Sportsmanship Award pela primeira vez.

#### 2014–2019: Decepção nos playoffs
Em 13 de dezembro de 2014, Conley marcou 36 pontos, o recorde de sua carreira, para ajudar os Grizzlies a derrotar o Philadelphia 76ers por 120–115. Os Grizzlies terminaram a temporada como a quinta melhor campanha na Conferência Oeste, chegando aos playoffs mais uma vez. Eles enfrentaram o Portland Trail Blazers na primeira rodada e os derrotaram em cinco jogos. Perto do final do Jogo 3 da série, Conley sofreu uma fratura facial, que o obrigou a perder o resto da primeira rodada. Ele também perdeu o primeiro jogo das semifinais contra o Golden State Warriors. Conley voltou no Jogo 2 da série e marcou 21 pontos para levar Memphis à vitória. No entanto, a equipe acabou perdendo para os Warriors em seis jogos.
Em 31 de outubro de 2015, Conley ultrapassou Shareef Abdur-Rahim (7.801) como o terceiro maior pontuador da história dos Grizzlies. Em 18 de janeiro de 2016, ele voltou à escalação depois de perder seis jogos com uma lesão no tendão de Aquiles e registrou seu terceiro duplo-duplo da temporada com 15 pontos e 10 assistências na vitória sobre o New Orleans Pelicans por 101–99. Em 12 de março, ele foi afastado por três a quatro semanas devido a uma lesão no pé esquerdo. Mais tarde, ele foi descartado pelo resto da temporada após uma reavaliação dos médicos da equipe. Em 23 de abril, Conley recebeu o Sportsmanship Award pela segunda vez.
Em 14 de julho de 2016, Conley assinou um contrato de US$ 153 milhões com os Grizzlies, esse contrato foi o maior contrato por valor total na história da NBA. Na derrota dos Grizzlies por 96-92 para o Sacramento Kings, Conley ultrapassou Pau Gasol para se tornar o maior artilheiro de todos os tempos da franquia. Em 30 de janeiro de 2017, ele marcou 38 pontos em uma vitória por 115–98 sobre o Phoenix Suns, esse foi o seu quarto jogo de 30 pontos na temporada - ele tinha apenas cinco em toda a sua carreira. Em 15 de fevereiro contra os Pelicans, Conley ultrapassou Mike Miller como o jogador com mais cestas de 3 pontos na história da franquia com 845.
Em 22 de abril de 2017, Conley marcou 35 pontos, um recorde de pós-temporada da franquia, em uma vitória por 110–108 sobre o San Antonio Spurs.
Conley jogou em 12 dos primeiros 13 jogos dos Grizzlies na temporada de 2017-18 antes de sofrer uma lesão no tendão de Aquiles esquerdo. Em 27 de janeiro de 2018, ele foi descartado pelo resto da temporada após precisar de uma cirurgia para suavizar uma pequena saliência óssea no calcanhar esquerdo.
Na abertura da temporada de 2017-18 dos Grizzlies em 17 de outubro de 2018, Conley fez sua primeira aparição na temporada regular desde novembro de 2017. Ele jogou quase 29 minutos e registrou 11 pontos, três assistências e uma roubada de bola na derrota por 111-83 para o Indiana Pacers. Em 5 de março de 2019, Conley marcou 40 pontos, o recorde de sua carreira, na vitória por 120-111 sobre o Portland Trail Blazers. Em 11 de março, ele foi nomeado Jogador da Semana da Conferência Oeste pelos jogos disputados de 4 a 10 de março.

### Utah Jazz (2019–2023)

#### 2019–2021: All-Star Game
Em 6 de julho de 2019, Conley foi negociado com o Utah Jazz em troca de Grayson Allen, Jae Crowder, Kyle Korver, Darius Bazley e uma escolha de primeira rodada. Em 23 de outubro, Conley fez sua estreia no Jazz e registrou cinco pontos e cinco assistências na vitória por 100-95 sobre o Oklahoma City Thunder.
Em 21 de agosto de 2020, durante a primeira rodada dos playoffs na Bolha da NBA, Conley registrou 27 pontos na vitória por 124-87 no Jogo 3 sobre o Denver Nuggets. Ele havia perdido os dois primeiros jogos da série após ficar em quarentena. Dois dias depois, ele registrou 26 pontos, quatro assistências e duas roubadas de bola na vitória do Jogo 4 por 129–127. Apesar de assumir a liderança da série por 3-1, o Jazz perdeu em sete jogos para os Nuggets. Após a temporada de 2019-20, Conley se recusou a exercer a opção de rescisão antecipada de seu contrato.
Ele foi nomeado para o All-Star Game pela primeira vez em sua carreira, sendo o substituto de Devin Booker no All-Star Game de 2021. Sua espera de 14 anos é a mais longa de todos os tempos para um All-Star pela primeira vez. Ele marcou três pontos, um rebote e duas assistências em 12 minutos de jogo.
Ele perdeu os primeiros cinco jogos da segunda rodada dos playoffs de 2021 contra o Los Angeles Clippers devido a uma distensão no tendão direito. Conley voltou à escalação no Jogo 6, registrando cinco pontos e três assistências em uma derrota por 119-131 que viu o Jazz ser eliminado.

#### 2021–2023: saída da primeira rodada e reformulação da escalação
Em 6 de agosto de 2021, Conley assinou um contrato de US$ 68 milhões por 3 anos com o Jazz.
O Jazz foi eliminado na primeira rodada dos playoffs pelo Dallas Mavericks com Conley tendo médias de apenas 9,2 pontos e 4,8 assistências durante a derrota na série por 2–4.
Após a temporada de 2021-22, o Jazz passou por uma reformulação que começou com as trocas de Donovan Mitchell e Rudy Gobert. Conley admitiu que esperava ser transferido, afirmando: "Eu era como todo mundo. Estava esperando receber o telefonema de que estava indo para outro lugar." No entanto, ele permaneceu em Utah para começar a temporada de 2022–23. Em 19 de outubro, Conley fez sua estreia na temporada e registrou 13 pontos, oito assistências e duas roubadas de bola na vitória por 123–102 sobre o Denver Nuggets.

### Minnesota Timberwolves (2023–Presente)
Em 9 de fevereiro de 2023, Conley Jr. foi negociado com o Minnesota Timberwolves em uma troca de três times que também envolveu o Los Angeles Lakers. Ele se reuniu com o seu ex-companheiro de equipe dos Grizzlies, Kyle Anderson, e com seu ex-companheiro de equipe do Jazz, Rudy Gobert.
Um dia depois da troca, ele fez sua estreia no Timberwolves e registrou nove pontos, três assistências e duas roubadas de bola na derrota por 128-107 para o Memphis Grizzlies.
Em 23 de fevereiro de 2024, ele assinou uma extensão de contrato até a temporada de 2025-26 e, em 1º de maio, foi novamente nomeado Companheiro de Equipe do Ano da NBA.

## Estatística da carreira
|  | Líder da liga |

### NBA

#### Temporada Regular
| Ano      | Equipe    | PJ    | PT    | MPJ  | AP   | 3P   | LL   | RT  | AS  | BR  | TO  | PPJ  |
| -------- | --------- | ----- | ----- | ---- | ---- | ---- | ---- | --- | --- | --- | --- | ---- |
| 2007-08  | Memphis   | 53    | 46    | 26.1 | .428 | .330 | .732 | 2.6 | 4.2 | 0.8 | 0.0 | 9.4  |
| 2008-09  | Memphis   | 82    | 61    | 30.6 | .442 | .406 | .817 | 3.4 | 4.3 | 1.1 | 0.1 | 10.9 |
| 2009-10  | Memphis   | 80    | 80    | 32.1 | .445 | .387 | .743 | 2.4 | 5.3 | 1.4 | 0.2 | 12.0 |
| 2010-11  | Memphis   | 81    | 81    | 35.5 | .444 | .369 | .733 | 3.0 | 6.5 | 1.8 | 0.2 | 13.7 |
| 2011-12  | Memphis   | 62    | 61    | 35.1 | .433 | .377 | .861 | 2.5 | 6.5 | 2.2 | 0.2 | 12.7 |
| 2012-13  | Memphis   | 80    | 80    | 34.5 | .440 | .362 | .830 | 2.8 | 6.1 | 2.2 | 0.3 | 14.6 |
| 2013-14  | Memphis   | 73    | 73    | 33.5 | .450 | .361 | .815 | 2.9 | 6.0 | 1.5 | 0.2 | 17.2 |
| 2014-15  | Memphis   | 70    | 70    | 31.8 | .446 | .386 | .859 | 3.0 | 5.4 | 1.3 | 0.2 | 15.8 |
| 2015-16  | Memphis   | 56    | 56    | 31.4 | .422 | .363 | .834 | 2.9 | 6.1 | 1.2 | 0.3 | 15.3 |
| 2016-17  | Memphis   | 69    | 68    | 33.2 | .459 | .407 | .859 | 3.5 | 6.3 | 1.3 | 0.3 | 20.5 |
| 2017-18  | Memphis   | 12    | 12    | 31.1 | .381 | .312 | .803 | 2.3 | 4.1 | 1.0 | 0.3 | 17.1 |
| 2018-19  | Memphis   | 70    | 70    | 33.5 | .438 | .364 | .845 | 3.4 | 6.4 | 1.3 | 0.3 | 21.1 |
| 2019-20  | Utah      | 47    | 47    | 29.0 | .409 | .375 | .827 | 3.2 | 4.4 | 0.8 | 0.1 | 14.4 |
| 2020-21  | Utah      | 51    | 51    | 29.4 | .444 | .412 | .852 | 3.5 | 6.0 | 1.4 | 0.2 | 16.2 |
| 2021-22  | Utah      | 72    | 72    | 28.6 | .435 | .408 | .796 | 3.0 | 5.3 | 1.3 | 0.3 | 13.7 |
| 2022-23  | Utah      | 43    | 42    | 29.7 | .408 | .362 | .813 | 2.5 | 7.7 | 1.0 | 0.2 | 10.7 |
| 2022-23  | Minnesota | 24    | 24    | 31.4 | .460 | .420 | .863 | 3.1 | 5.0 | 1.2 | 0.2 | 14.0 |
| 2023-24  | Minnesota | 76    | 76    | 28.9 | .457 | .442 | .911 | 2.9 | 5.9 | 1.2 | 0.2 | 11.4 |
| 2024-25  | Minnesota | 71    | 64    | 24.7 | .400 | .410 | .900 | 2.6 | 4.5 | 1.1 | 0.2 | 8.2  |
| Carreira | Carreira  | 1.172 | 1.128 | 31.2 | .438 | .389 | .825 | 2.9 | 5.7 | 1.4 | 0.2 | 14.1 |
| All-Star | All-Star  | 1     | 0     | 13.0 | .167 | .200 | .000 | 1.0 | 2.0 | 1.0 | 0.0 | 3.0  |

#### Play-in
| Ano  | Equipe    | PJ | PT | MPJ  | AP   | 3P   | LL    | RT  | AS  | BR  | TO  | PPJ  |
| ---- | --------- | -- | -- | ---- | ---- | ---- | ----- | --- | --- | --- | --- | ---- |
| 2023 | Minnesota | 2  | 2  | 36.8 | .647 | .667 | 1.000 | 3.5 | 3.5 | 3.0 | 1.0 | 18.5 |

#### Playoffs
| Ano      | Equipe    | PJ | PT | MPJ  | AP   | 3P   | LL    | RT  | AS  | BR  | TO  | PPJ  |
| -------- | --------- | -- | -- | ---- | ---- | ---- | ----- | --- | --- | --- | --- | ---- |
| 2011     | Memphis   | 13 | 13 | 39.0 | .388 | .297 | .830  | 3.8 | 6.4 | 1.1 | 0.2 | 15.2 |
| 2012     | Memphis   | 7  | 7  | 39.6 | .421 | .500 | .750  | 3.3 | 7.1 | 0.9 | 0.0 | 14.1 |
| 2013     | Memphis   | 15 | 15 | 38.3 | .384 | .281 | .763  | 4.7 | 7.1 | 1.7 | 0.3 | 17.0 |
| 2014     | Memphis   | 7  | 7  | 38.1 | .431 | .111 | .769  | 4.6 | 7.9 | 2.0 | 0.1 | 15.9 |
| 2015     | Memphis   | 8  | 8  | 30.4 | .427 | .303 | .821  | 1.1 | 5.0 | 1.4 | 0.0 | 14.4 |
| 2017     | Memphis   | 6  | 6  | 37.3 | .485 | .447 | .838  | 3.3 | 7.0 | 1.7 | 0.5 | 24.7 |
| 2020     | Utah      | 5  | 5  | 33.0 | .484 | .529 | .864  | 2.8 | 5.2 | 1.6 | 0.5 | 19.8 |
| 2021     | Utah      | 6  | 6  | 29.3 | .426 | .486 | 1.000 | 3.5 | 7.7 | 0.2 | 0.2 | 15.3 |
| 2022     | Utah      | 6  | 6  | 29.0 | .333 | .200 | .800  | 3.2 | 4.8 | 0.8 | 0.3 | 9.2  |
| 2023     | Minnesota | 5  | 5  | 36.6 | .476 | .455 | .909  | 2.6 | 6.4 | 0.6 | 0.0 | 12.0 |
| 2024     | Minnesota | 15 | 15 | 31.6 | .428 | .395 | .714  | 3.9 | 5.7 | 1.4 | 0.2 | 11.6 |
| Carreira | Carreira  | 93 | 93 | 35.1 | .418 | .364 | .803  | 3.5 | 6.4 | 1.3 | 0.2 | 15.1 |

### Universidade
| Ano     | Equipe     | PJ | PT | MPJ  | AP   | 3P   | LL   | RT  | AS  | BR  | TO | PPJ  |
| ------- | ---------- | -- | -- | ---- | ---- | ---- | ---- | --- | --- | --- | -- | ---- |
| 2006–07 | Ohio State | 39 | 39 | 31.6 | .518 | .304 | .694 | 3.4 | 6.1 | 2.2 | .3 | 11.3 |

Fonte:

## Prêmios e Homenagens
- NBA All-Star: 2021
- 4x NBA Sportsmanship Award: 2014, 2016, 2019 e 2023
- 2x NBA Teammate of the Year Award: 2019 e 2024
- NBA All-Defensive Team:
  - Segundo Time: 2013

## Vida pessoal
Conley é cristão e falou sobre sua fé, dizendo: "Jesus significa o mundo. Jesus significa tudo."
O pai de Conley é Mike Conley Sr., medalhista olímpico de ouro e prata no salto triplo. Ele também é sobrinho do ex-linebacker de futebol americano Steve Conley.

Em 5 de julho de 2014, Conley se casou com sua namorada Mary Peluso, que conheceu em Ohio State. O casal tem três filhos juntos.